# Josep Maria Soler
Josep Maria Soler, (nacido Circa de 1943 en  Mataro, Cataluña) es un exjugador de baloncesto español. Es el padre del también profesional Jordi Soler.

## Trayectoria
Se inicia en el mundo del baloncesto en el Colegio Santa Ana de su Mataró natal. Con 15 años, en edad juvenil es fichado por la cantera del UE Mataró, donde coincide con Joan Martínez. Dos años después, con 17 años es subido al primer equipo por Antoni Serra, mítico entrenador mataronés, allí jugaría hasta el año 1966, año en el que ficha por el Picadero Jockey Club, equipo que a base de talonario consiguió formar un gran plantel, con la intención de plantar cara a los gallos de la competición, el Real Madrid de Baloncesto y el FC Barcelona. En el equipo presidido por Joaquín Rodríguez coincide con José María Soro, Chus Codina, Lorenzo Alocén y Miguel Albanell, entre otros, consiguiendo en los cinco años que estuvo una Copa en 1968 contra el Joventut, y multitud de subcampeonatos. En 1971 ficha por el FC Barcelona, jugando en el equipo culé hasta los 30 años. Después juega con el CB Breogán, dándose la curiosa circunstancia de que en el que año que militó en el equipo lucense, él seguía viviendo en Barcelona, y únicamente su vínculo con el equipo era el desplazarse para jugar los partidos. Sus últimos año en activo fueron una idas y venidas entre el Bàsquet Manresa y el UE Mataró, equipo donde finalizó su carrera siendo entrenador-jugador.

## Vida personal
Junto con su hijo Jordi Soler es una de las cinco sagas, padre e hijo en ser internacionales por España. Las otras tres  son Pepe Laso y Pablo Laso y Josep Maria Jofresa y  sus dos hijos Rafael Jofresa y Tomás Jofresa, José Manuel Beirán y Javier Beirán y Santi Aldama y Santi Aldama.